# Héctor Herrera
Héctor Miguel Herrera López (Tijuana, 19 april 1990) is een Mexicaans voetballer die doorgaans als middenvelder speelt. Hij tekende in maart 2022 bij Houston Dynamo. Herrera debuteerde in 2013 in het Mexicaans voetbalelftal .

## Clubcarrière
Herrera doorliep de jeugdopleiding van CF Pachuca. Hij debuteerde in de Mexicaanse Primera División op 23 juli 2011 tegen Santos Laguna. Hij speelde 52 competitiewedstrijden, waarin hij twee doelpunten scoorde. In 2013 vertrok hij naar de Portugese club FC Porto, waar hij in het seizoen 2013/14 zeventien maal in actie kwam. Ook speelde hij in de Liga de Honra acht keer bij Porto II. In het seizoen 2014/15 was Herrera basisspeler in het elftal van Porto, met 33 gespeelde competitiewedstrijden (28 basisplaatsen). In de UEFA Champions League 2014/15 kwam hij elfmaal in actie; ook in de verloren kwartfinale tegen Bayern München (4–7) speelde Herrera. In de achtste finale tegen FC Basel op 10 maart 2015 was Herrera een van de vier doelpuntenmakers, op aangeven van Yacine Brahimi; ook gaf hij de assist op Vincent Aboubakar, die een kwartier voor tijd de 4–0 maakte. In de nationale competitie eindigde Porto uiteindelijk op de tweede plaats.

## Clubstatistieken
| Seizoen     | Club            | Competitie       | Competitie | Competitie | Beker | Beker | Internationaal | Internationaal | Totaal | Totaal |
| Seizoen     | Club            | Competitie       | Wed.       | Dlp.       | Wed.  | Dlp.  | Wed.           | Dlp.           | Wed.   | Dlp.   |
| ----------- | --------------- | ---------------- | ---------- | ---------- | ----- | ----- | -------------- | -------------- | ------ | ------ |
| 2010/11     | CF Pachuca      | Primera División | 0          | 0          | 0     | 0     | 1              | 0              | 1      | 0      |
| 2011/12     | CF Pachuca      | Primera División | 27         | 0          | 0     | 0     | –              | –              | 27     | 0      |
| 2012/13     | CF Pachuca      | Primera División | 25         | 2          | 2     | 0     | –              | –              | 27     | 2      |
| Club totaal | Club totaal     | Club totaal      | 52         | 2          | 2     | 0     | 1              | 0              | 55     | 2      |
| 2013/14     | FC Porto        | Primeira Liga    | 17         | 3          | 6     | 0     | 8              | 0              | 31     | 3      |
| 2014/15     | FC Porto        | Primeira Liga    | 33         | 3          | 1     | 0     | 11             | 4              | 45     | 7      |
| 2015/16     | FC Porto        | Primeira Liga    | 29         | 9          | 3     | 0     | 6              | 0              | 38     | 9      |
| 2016/17     | FC Porto        | Primeira Liga    | 23         | 2          | 3     | 0     | 8              | 0              | 34     | 2      |
| 2017/18     | FC Porto        | Primeira Liga    | 29         | 3          | 7     | 1     | 6              | 1              | 42     | 5      |
| 2018/19     | FC Porto        | Primeira Liga    | 33         | 6          | 9     | 1     | 9              | 2              | 51     | 9      |
| Club totaal | Club totaal     | Club totaal      | 164        | 26         | 29    | 2     | 48             | 7              | 241    | 35     |
| 2019/20     | Atlético Madrid | Primera División | 21         | 0          | 3     | 0     | 6              | 1              | 30     | 1      |
| 2020/21     | Atlético Madrid | Primera División | 16         | 0          | 0     | 0     | 5              | 0              | 21     | 0      |
| 2021/22     | Atlético Madrid | Primera División | 9          | 0          | 2     | 0     | 2              | 0              | 13     | 0      |
| Club totaal | Club totaal     | Club totaal      | 46         | 0          | 5     | 0     | 13             | 1              | 64     | 1      |
| TOTAAL      | TOTAAL          | TOTAAL           | 262        | 28         | 36    | 2     | 62             | 8              | 360    | 38     |

Bijgewerkt op 21 januari 2022 

## Interlandcarrière
Herrera won met Mexico de gouden medaille op de Olympische Spelen 2012 in Londen. Hij werd voor het eerst opgeroepen voor Mexico voor de WK-kwalificatiewedstrijden tegen Guyana en El Salvador op 12 en 16 oktober. In 2013 nam hij met Mexico deel aan de Confederations Cup, waar het team in de eerste ronde werd uitgeschakeld. Op 9 mei 2014 werd bekendgemaakt dat Herrera onderdeel uitmaakte van de Mexicaanse selectie voor het wereldkampioenschap voetbal 2014 in Brazilië. Clubgenoten Juan Fernando Quintero en Jackson Martínez (Colombia), Jorge Fucile (Uruguay), Eliaquim Mangala (Frankrijk), Silvestre Varela (Portugal), Nabil Ghilas (Algerije), Steven Defour (België), Diego Reyes (Mexico) en Bruno Martins Indi (Nederland) waren ook actief op het toernooi. Herrera speelde mee in de vier wedstrijden van Mexico, waaronder de van Nederland verloren achtste finale (1–2). Hij maakte in de zomer van 2015 deel uit van de Mexicaanse selectie voor de CONCACAF Gold Cup en in 2016 voor die van de Copa América Centenario.
| Interlands van Héctor Herrera voor Mexico | Interlands van Héctor Herrera voor Mexico | Interlands van Héctor Herrera voor Mexico | Interlands van Héctor Herrera voor Mexico | Interlands van Héctor Herrera voor Mexico | Interlands van Héctor Herrera voor Mexico | Interlands van Héctor Herrera voor Mexico |
| №                                         | Datum                                     | Wedstrijd                                 | Uitslag                                   | Competitie                                | Doelpunten                                | Assists                                   |
| Als speler bij Pachuca CF                 | Als speler bij Pachuca CF                 | Als speler bij Pachuca CF                 | Als speler bij Pachuca CF                 | Als speler bij Pachuca CF                 | Als speler bij Pachuca CF                 | Als speler bij Pachuca CF                 |
| ----------------------------------------- | ----------------------------------------- | ----------------------------------------- | ----------------------------------------- | ----------------------------------------- | ----------------------------------------- | ----------------------------------------- |
| 1                                         | 16 oktober 2012                           | Mexico – El Salvador                      | 2 – 0                                     | Kwalificatie WK 2014                      | 0                                         | 0                                         |
| 2                                         | 30 januari 2013                           | Mexico – Denemarken                       | 1 – 1                                     | Vriendschappelijk                         | 0                                         | 0                                         |
| 3                                         | 6 februari 2013                           | Mexico – Jamaica                          | 0 – 0                                     | Kwalificatie WK 2014                      | 0                                         | 0                                         |
| 4                                         | 22 maart 2013                             | Honduras – Mexico                         | 2 – 2                                     | Kwalificatie WK 2014                      | 0                                         | 0                                         |
| 5                                         | 17 april 2013                             | Peru – Mexico                             | 0 – 0                                     | Vriendschappelijk                         | 0                                         | 0                                         |
| 6                                         | 31 mei 2013                               | Mexico – Nigeria                          | 2 – 2                                     | Vriendschappelijk                         | 0                                         | 0                                         |
| 7                                         | 11 juni 2013                              | Mexico – Costa Rica                       | 0 – 0                                     | Kwalificatie WK 2014                      | 0                                         | 0                                         |
| 8                                         | 19 juni 2013                              | Brazilië – Mexico                         | 2 – 0                                     | Confederations Cup                        | 0                                         | 0                                         |
| Als speler bij FC Porto                   |                                           |                                           |                                           |                                           |                                           |                                           |
| 10                                        | 10 september 2013                         | Verenigde Staten – Mexico                 | 2 – 0                                     | Kwalificatie WK 2014                      | 0                                         | 0                                         |
| 11                                        | 5 maart 2014                              | Mexico – Nigeria                          | 0 – 0                                     | Vriendschappelijk                         | 0                                         | 0                                         |
| 12                                        | 31 mei 2014                               | Mexico – Ecuador                          | 3 – 1                                     | Vriendschappelijk                         | 1                                         | 0                                         |
| 13                                        | 3 juni 2014                               | Mexico – Bosnië en Herzegovina            | 0 – 1                                     | Vriendschappelijk                         | 0                                         | 0                                         |
| 14                                        | 6 juni 2014                               | Mexico – Portugal                         | 0 – 1                                     | Vriendschappelijk                         | 0                                         | 0                                         |
| 15                                        | 13 juni 2014                              | Mexico – Kameroen                         | 1 – 0                                     | WK 2014                                   | 0                                         | 0                                         |
| 16                                        | 17 juni 2014                              | Brazilië – Mexico                         | 0 – 0                                     | WK 2014                                   | 0                                         | 0                                         |
| 17                                        | 23 juni 2014                              | Kroatië – Mexico                          | 1 – 3                                     | WK 2014                                   | 0                                         | 1                                         |
| 18.                                       | 29 juni 2014                              | Nederland – Mexico                        | 2 – 1                                     | WK 2014                                   | 0                                         | 0                                         |
| 19.                                       | 6 september 2014                          | Chili – Mexico                            | 0 – 0                                     | Vriendschappelijk                         | 0                                         | 0                                         |
| 20.                                       | 9 september 2014                          | Bolivia – Mexico                          | 0 – 1                                     | Vriendschappelijk                         | 0                                         | 0                                         |
| 21.                                       | 9 oktober 2014                            | Mexico – Honduras                         | 2 – 0                                     | Vriendschappelijk                         | 0                                         | 0                                         |
| 22.                                       | 12 oktober 2014                           | Mexico – Panama                           | 1 – 0                                     | Vriendschappelijk                         | 0                                         | 0                                         |
| 23.                                       | 12 november 2014                          | Nederland – Mexico                        | 2 – 3                                     | Vriendschappelijk                         | 0                                         | 1                                         |
| 24.                                       | 18 november 2014                          | Wit-Rusland – Mexico                      | 3 – 2                                     | Vriendschappelijk                         | 0                                         | 0                                         |
| 25.                                       | 28 maart 2015                             | Mexico – Ecuador                          | 1 – 0                                     | Vriendschappelijk                         | 0                                         | 0                                         |
| 26.                                       | 27 juni 2015                              | Mexico – Costa Rica                       | 2 – 2                                     | Vriendschappelijk                         | 0                                         | 0                                         |

## Erelijst
| Competitie                    |          |            |          |          |
| Competitie                    | Aantal   | Jaren      |          |          |
| FC Porto                      | FC Porto | FC Porto   | FC Porto | FC Porto |
| ----------------------------- | -------- | ---------- | -------- | -------- |
| Primeira Liga                 | 1x       | 2017/18    |          |          |
| Supertaça Cândido de Oliveira | 2x       | 2013, 2018 |          |          |
| Atlético Madrid               |          |            |          |          |
| Primera División              | 1x       | 2020/21    |          |          |

| Competitie             | Winnaar | Winnaar | Runner-up | Runner-up | Derde  | Derde  |
| Competitie             | Aantal  | Jaren   | Aantal    | Jaren     | Aantal | Jaren  |
| Mexico                 | Mexico  | Mexico  | Mexico    | Mexico    | Mexico | Mexico |
| ---------------------- | ------- | ------- | --------- | --------- | ------ | ------ |
| CONCACAF Gold Cup      | 1x      | 2015    |           |           |        |        |
| CONCACAF Cup           | 1x      | 2015    |           |           |        |        |
| Mexico onder 23        |         |         |           |           |        |        |
| Olympische Zomerspelen | 1x      | 2012    |           |           |        |        |